# Кастахта (село)
Кастахта (рос. Кастахта) — село Усть-Коксинського району, Республіка Алтай Росії. Входить до складу Усть-Коксинського сільського поселення.
Населення — 130 осіб (2015 рік).